# Gisela Nacken
Gisela Nacken (* 8. Juli 1957 in Heinsberg) ist eine deutsche Politikerin (Bündnis 90/Die Grünen).

## Leben
Nach dem Abitur 1976 studierte Gisela Nacken von 1976 bis 1983 Architektur an der RWTH Aachen und schloss als Diplom-Ingenieurin ab. Seit 1983 war sie als freiberufliche Architektin tätig. Parallel dazu war sie von 1983 bis 1987 wissenschaftliche Mitarbeiterin am Lehrstuhl für Planungstheorie der RWTH Aachen und von 1987 bis 1990 wissenschaftliche Mitarbeiterin der Bundestagsfraktion Die Grünen im Bereich Wohnungspolitik.
Nacken war von 1990 bis 1999 Abgeordnete des elften und zwölften Landtags von Nordrhein-Westfalen. Gisela Nacken wurde nach der Bildung der rot-grünen Koalition zur gleichberechtigten Fraktionsvorsitzenden mit Roland Appel gewählt. Sie kämpfte als Vertreterin der Realpolitiker gemeinsam mit Appel gegen die Koalitionskritiker um die Fundamentalisten Manfred Busch und Daniel Kreutz für den Erhalt und Weiterbestand der rot-grünen Koalition in Nordrhein-Westfalen. Besonders harte Auseinandersetzungen lieferte sich Nacken mit dem sozialdemokratischen Wirtschaftsminister Wolfgang Clement um den Ausbau des Dortmunder Flughafens und zahlreiche Straßenbauprojekte, die zu „Knackpunkten“ der ersten rot-grünen Koalition in NRW wurden. Sie zog jeweils über die Landesliste ihrer Partei in den Landtag ein und schied am 31. Januar 1999 aus dem Landtag aus, um ihr Amt als technische Dezernentin der Stadt Aachen, für das sie am 27. Januar 1999 vereidigt wurde, anzutreten. Nacken wurde am 18. Oktober 2006 für weitere acht Jahre vom Rat der Stadt Aachen zur Dezernentin für Planung und Umwelt gewählt.

### Familie
Gisela Nacken ist mit dem langjährigen Landesvorsitzenden (1993–2000) der Grünen NRW und Fraktionsvorsitzenden (2010–2015) der Grünen im Landtag NRW, Reiner Priggen, verheiratet. Sie haben zwei gemeinsame Kinder.